# Sebastián Leto
Sebastián Eduardo Leto (ur. 30 sierpnia 1986 w Alejandro Korn) – argentyński piłkarz występujący na pozycji napastnika. Aktualnie pozostaje bez klubu. Wychowanek Lanús, w swojej karierze grał także w takich zespołach jak Liverpool, Olympiakos SFP oraz Calcio Catania, Panathinaikos AO, a ostatnio w Club Emirates.